# Jokkmokks fjeldhave
Jokkmokks fjeldhave (svensk: Jokkmokks fjällträdgård) er en botanisk have i Jokkmokk i Lappland i det nordligste Sverige. Den blev anlagt 1995 på omkring en hektar af Kvarnbäckens kløft nedstrøms fra Talvatissjön. Den udgør en del af Ájtte, det svenske fjeld- og samemuseum. Haven har plantebede med planter fra et antal forskellige fjeldmiljøer, fra tundraen via skoven og mosen til elven.
I fjeldhaven findes en af Axel Hambergs fem forskerhytter fra Sarek, nemlig den i 1912 opførte blikhytte fra Tjågnoris. Den blev demonteret fra sin oprindelige lokation i 1967 til brug for en udstilling i Jokkmokks museum om Axel Hamberg, og blev siden genopført i 1995 i fjeldhaven.